# Мадейский, Эдвард
Эдвард Доминик Ежи Мадейский (пол. Edward Dominik Jerzy Madejski; 11 августа 1914 — 15 февраля 1996) — польский футболист, вратарь.

## Биография
В довоенные годы выступал за клубы «Ювения», «Висла» (Краков), «Гарбарня» и «Заользье». В составе «Вислы» он провёл 64 матча чемпионата Польши. В сборной Польши дебютировал 6 сентября 1936 года матчем против Югославии. Играл на Олимпийских играх 1936 года в Берлине и на чемпионате мира 1938 года во Франции, в том числе и в известнейшем матче против Бразилии, завершившемся со счётом 5:6. На момент чемпионата мира он де-юре не числился в составе какого-либо клуба: ему запретили играть в чемпионате Польши из-за скандального перехода из «Вислы» в «Гарбарнию». Последнюю игру за сборную провёл 13 ноября 1938 года против Ирландии (поражение 2:3). В 11 играх пропустил 33 мяча.
В годы Второй мировой войны Мадейский играл в подпольных футбольных турнирах, был арестован гестапо и несколько месяцев провёл в камере смертников. После войны некоторое время поиграл в бытомской «Полонии», закончив там карьеру в 1949 году. Окончил в 1954 году горно-металлургическую академию Кракова, став дипломированным инженером-химиком. В 1956 году арестован по ложному доносу по обвинению в шпионаже, три года отсидел в тюрьме, пока не был реабилитирован, но подорвал там своё здоровье. Похоронен на Раковицком кладбище Кракова.